# 武夷山北站
武夷山北站位于中国福建省南平市武夷山市崇安街道，是合福客运专线专有的火车站，车站规模为2台4线，站房建筑面积5999㎡，主体建筑二层。车站于2015年6月28日与合福客运专线同时建成并投入使用，与该站配套的旅游集散中心也已于2015年2月开工。截至2016年6月27日，武夷山北站已累计发送旅客107.7万人。
武夷山北站距武夷山市区约3.5公里，距武夷山景区17公里。

## 旅客列车目的地
目前在武夷山北站停靠的旅客列车终到站分布如下，其中部分南昌铁路局管内车次由外局担当：
| 列车所属路局 | 目的地                                 |
| ------------ | -------------------------------------- |
| 北京铁路局   | 北京南、天津西、福州、上饶、厦门北     |
| 成都铁路局   | 贵阳北、厦门北                         |
| 济南铁路局   | 福州、济南西                           |
| 南昌铁路局   | 北京南、福州、南京南、上海虹橋、厦门北 |
| 上海铁路局   | 福州、合肥南、上海虹橋、深圳北         |

## 接驳交通
目前武夷山北站南侧的公交总站（当地公交系统称“高铁北站”）已开通分别前往三木临时客运枢纽站（经武夷山景区北入口、南入口）、武夷山站和星村（经武夷山景区北入口）的三条公交线路。

## 图片
- 车站售票处
- 车站北侧，可见站外山坡上的“武夷山欢迎您”字样
- 武夷山北站2站台
- 车站南侧的巴士站